# Dasychira batoides
Dasychira batoides är en fjärilsart som beskrevs av Carl Plötz 1880. Dasychira batoides ingår i släktet Dasychira och familjen tofsspinnare. Inga underarter finns listade i Catalogue of Life.